# Joseph Willm
Pour les articles homonymes, voir Willm.
Joseph Willm, né le 10 octobre 1792 à Heiligenstein (Bas-Rhin) et mort le 7 février 1853 à Strasbourg, est un pédagogue, philosophe et traducteur alsacien protestant. À travers ses écrits et ses traductions, il fit connaître en France la littérature et la philosophie allemandes modernes. Inspecteur d'Académie, il encouragea la diffusion de manuels scolaires dans les deux langues.

## Biographie
Fils de vigneron, issu d'une famille nombreuse, le jeune Joseph Willm est remarqué pour ses aptitudes par un pasteur du voisinage et envoyé au Gymnase protestant de Strasbourg. À la fin de ses études, il enseigne d'abord à Lyon, puis à Paris avant de devenir professeur de littérature au Gymnase protestant où il s'est lui-même formé. En 1832 il obtient la chaire de philosophie au Séminaire protestant de Strasbourg. En parallèle il est nommé Inspecteur d'Académie. En 1835, il publie son Essai sur la nationalité des philosophes contenant une traduction du Jugement de M. Schelling sur la philosophie de Victor Cousin. Il publie de nombreux articles dans la Nouvelle Revue germanique (il en sera le rédacteur en chef entre 1829 et 1835, après son rachat par Levrault), dont son Essai sur la philosophie de Hegel (1836) qui est le premier ouvrage français à exposer la philosophie de Hegel. En 1845, il est lauréat du concours de l’Académie des sciences morales et politiques avec son Examen critique de la philosophie allemande. Il devient membre correspondant dans la section de philosophie. Il succède au psychiatre Jean-Étienne Esquirol et sera suivi par le philosophe Christian Bartholmèss. En 1847-1848, il publie une Histoire de la philosophie allemande depuis Kant jusqu’à Hegel. Il meurt le 7 février 1853. Son Essai sur la philosophie de Hegel influencera Proudhon.

## Œuvres et publications
- Morceaux choisis de littérature allemande, F.G. Levrault (Strasbourg), 1830.
- (en) Neue französische Sprachlehre für die deutschen Volksschulen, F. G. Levrault (Straβburg), 1831, Texte intégral.
- Choix de poésies, [faisant suite aux secondes lectures françaises; à l'usage des classes supérieures des écoles primaires], F. G. Levrault (Strasbourg), 1833, Texte intégral.
- Essai sur la philosophie de Hegel , F. G. Levrault (Strasbourg), 1836, Texte intégral.
- Notice sur Leibnitz, impr. de E. Duverger (Strasbourg), 1842.
- Essai sur l'éducation du peuple ou sur les moyens d'améliorer les écoles primaires et le sort des instituteurs, Vve Levrault (Strasbourg), 1843, Texte intégral.
- Mémoire présenté à la 6e section du Congrès scientifique, en réponse à la question proposée sur ce sujet: "Y a-t-il une critique réelle des systèmes de philosophie, indépendante de tout système, et quels sont les principes de cette critique ?" , impr. de G. Silbermann (Strasbourg), 1843, Texte intégral.
- Rapport sur le projet de créer une École normale destinée à former des institutrices et des directrices de salles d'asile protestantes, pour les départements du Bas-Rhin et du Haut-Rhin, impr. de G. Silbermann (Strasbourg) , 1844.
- Histoire de la philosophie allemande depuis Kant jusqu'à Hegel, Ladrange, 1846-49, (4 volumes):

1. Tome I, Règne de l'idéalisme critique et transcendantal. Philosophie de Kant.
2. Tome II, Règne de l'idéalisme critique et transcendantal. Philosophie de Fichte, de Jacobi.
3. Tome III, Règne de l'idéalisme absolu et objectif. Philosophie de Schelling.
4. Tome IV, Règne de l'idéalisme absolu et objectif. Philosophie dissidente - Philosophie de Herbart.

- Essai sur l'éducation du peuple, ou sur les moyens d'améliorer les écoles primaires populaires et le sort des instituteurs, 1843.
- Lectures allemandes à l'usage des classes moyennes des écoles primaires, avec un vocabulaire allemand-français, Dessain (Liège), [vers 1850], Texte intégral.
- Premières lectures françaises pour les écoles primaires, [Avec un vocabulaire français-allemand], 1852.
- Morceaux choisis de littérature allemande, F. G. Levrault (Strasbourg), 1831.
- Choix de poésies faisant suite aux secondes lectures françaises à l'usage des classes supérieures des écoles, Levrault (Strasbourg), Texte intégral.

Traductions
- Jugement de M. de Schelling sur la philosophie de M. Cousin, [traduit de l'allemand et précédé d'un] Essai sur la nationalité des philosophies , F. G. Levrault (Strasbourg), 1835, Texte intégral.

En collaboration
- avec Jean-Frédéric Bruch : Discours prononcé, le 19 janvier 1843, à la grande salle des cours de St-Thomas, pour rendre les derniers honneurs académiques à Georges-Frédéric Lachenmeyer, professeur de littérature grecque,[suivi du discours prononcé sur la tombe par M. J. Willm ], impr. de F.-C. Heitz (Strasbourg), 1843, lire en ligne sur Gallica.
- La Nouvelle revue germanique [recueil littéraire et scientifique publié par une Société d'hommes de lettres français et étrangers], F. G. Levrault (Strasbourg):

1. tome cinquième, première série (1830) Texte intégral.
2. tome douzième, première série (1832) Texte intégral.
3. tome premier, deuxième série (1834) Texte intégral.